# Референдум в Швейцарии по защите животных (1893)
Референдум в Швейцарии по защите животных проходил 20 августа 1893 года. Избирателей спрашивали, одобряют ли они запрет на забитие животных без предварительной анестезии. Запрет был одобрен 60,1% голосов избирателей и небольшим большинством кантонов.

## Избирательная система
Референдум был гражданской инициативой и был организован после сбора 100 тыс. подписей. Поскольку предложение требовало изменения Конституции референдум относился к обязательным, для его одобрения было необходимо двойное большинство.

## Результаты
| Выбор                                | Общее голосование | Общее голосование | Кантоны | Кантоны | Кантоны |
| Выбор                                | Голосов           | %                 | Полных  | Полу-   | Всего   |
| ------------------------------------ | ----------------- | ----------------- | ------- | ------- | ------- |
| За                                   | 191 527           | 60,1              | 10      | 3       | 11,5    |
| Против                               | 127 101           | 39.,9             | 9       | 3       | 10,5    |
| Пустых бюллетеней                    | 8 600             | –                 | –       | –       | –       |
| Недействительных бюллетеней          | 1 755             | –                 | –       | –       | –       |
| Всего                                | 328 983           | 100               | 19      | 6       | 22      |
| Зарегистрированных избирателей/ Явка | 668 913           | 49,2              | –       | –       | –       |
| Источник: Nohlen & Stöver            |                   |                   |         |         |         |